# Konoe Hisamichi
Konoe Hisamichi est un nom japonais traditionnel ; le nom de famille (ou le nom d'école), Konoe, précède donc le prénom (ou le nom d'artiste).
Konoe Hisamichi (近衛 尚通) (12 novembre 1472 - 13 septembre 1544), fils de Konoe Masaie, est un noble de cour japonais (kugyō) de l'époque de Muromachi (1336–1573). Il exerce la fonction de régent kampaku de 1493 à  1497 pour l'empereur Go-Tsuchimikado  et de 1513 à 1514 pour l'empereur Go-Kashiwabara . Konoe Taneie est son fils. Un de ses filles est la consort du samouraï Hōjō Ujitsuna.